# Parogovia putnami
Espèce
Parogovia putnami est une espèce d'opilions cyphophthalmes de la famille des Neogoveidae.

## Distribution
Cette espèce est endémique du Río Muni en Guinée équatoriale. Elle se rencontre dans le parc national de Monte Alén.

## Description
Le mâle holotype mesure 1,96 mm et la femelle paratype 2,19 mm.

## Étymologie
Cette espèce est nommée en l'honneur de George Putnam (1926-2019).

## Publication originale
- Benavides, Hormiga & Giribet, 2019 : « Phylogeny, evolution and systematic revision of the mite harvestman family Neogoveidae (Opiliones Cyphophthalmi). » Invertebrate Systematics, vol. 33, no 1, p. 101-180.